# Ciclo del Milieu Galattico
Il Ciclo del Milieu Galattico (Galactic Milieu Series) è una serie di romanzi di fantascienza scritti da Julian May ambientati in un medesimo universo immaginario futuro.
Il ciclo propriamente detto è formato da una trilogia, Jack dai mille volti (Jack the Bodiless) (1991), La maschera di diamante (Diamond Mask) (1994) e Magnificat (Magnificat) (1996), preceduta da un romanzo che fa da premessa e introduzione, L'intervento (Intervention) (1988). 
Allo stesso scenario narrativo appartiene anche una quadrilogia, la Saga dell'Esilio nel Pliocene (1981-1984), incentrata sul viaggio nel tempo in un remoto passato della Terra, il Pliocene appunto, ambientata contemporaneamente "prima" e "dopo" gli altri romanzi, di cui condivide alcuni personaggi.
Il Milieu Galattico è una civiltà galattica formata da alcune razze aliene che in tempi diversi hanno raggiunto uno stato di evoluzione mentale superiore e una sorta di comunione mistica, l'Unità, e tengono sotto osservazione migliaia di pianeti e civiltà emergenti, senza palesare la propria esistenza, in attesa che queste riescano a raggiungere, autonomamente, uno stadio evolutivo della loro "Mente planetaria" sufficiente per poter essere accolte a loro volta nel Milieu. 
L'umanità mostra un rapido progresso delle facoltà mentali nella seconda metà del XX secolo e nel 2013 entra in contatto con il Milieu Galattico, che si rivela ad essa con il Grande Intervento e poi, dopo il necessario periodo di tutela, nel 2052 l'accoglie ufficialmente nel consesso galattico. Ma pochi decenni dopo il loro ingresso nel Milieu gli umani, che sembrano destinati a guidarlo per il loro eccezionale potenzialità metapsichico, rischiano addirittura di distruggerlo con la cataclismatica Ribellione Metapsichica. Ma, per un estremo paradosso temporale, il responsabile della Ribellione, Marc Remillard, per espiare i propri errori sarà/è stato il creatore stesso del Milieu.
Il racconto è costruito sull'espediente narrativo delle memorie scritte da un personaggio apparentemente secondario, Rogatien Remillard, spettatore ed in parte anche protagonista degli avvenimenti cruciali di quasi un secolo e mezzo di storia umana.

## Genesi dell'opera
L'autrice cominciò a progettare una saga di romanzi incentrati nel tema dei poteri mentali superiori fin dal 1978, abbozzando trama e personaggi della Trilogia del Milieu Galattico.
La sua intenzione era di scrivere con la massima plausibilità di tutte le facoltà extrasensoriali studiate dalla parapsicologia, da lei definita "metapsicologia", dando una spiegazione scientifica ragionevole che si ricollegasse alla fisica e alla psicologia convenzionali, e inserendole in un contesto sociale credibile. 
Ma, considerando i tempi prematuri, per la dubbia reputazione scientifica della parapsicologia e per lo scarso interesse del lettore medio rispetto a questo tema, preferì accantonare la Trilogia a dare la precedenza ad un altro ciclo narrativo, la Saga dell'Esilio nel Pliocene, che le consentisse di presentare i poteri mentali come un puro elemento fantasy, senza alcuna necessità di una spiegazione scientifica.
Quando si sentì pronta ad affrontare nuovamente la Trilogia, si rese conto però di non poter cominciare a raccontare la storia in medias res, senza prima raccontare di come i poteri superiori si fossero manifestati nei primi metapsichici operanti e di come i singoli individui e l'intera società avessero reagito alla nuova situazione, con i conseguenti cambiamenti nella politica, nelle istituzioni, nelle leggi, nell'economia, negli stessi rapporti interpersonali. Per questo scrisse un volume introduttivo, L'intervento, non previsto nel progetto iniziale.
La principale ispirazione filosofico-religiosa della saga è costituita dalle opere del gesuita francese Pierre Teilhard de Chardin (ad esempio i concetti di noosfera e Punto Omega). È più volte esplicitata all'interno dei romanzi, nei quali Teilhard de Chardin, canonizzato, è indicato come un anticipatore dell'Unità, e traspare dalla scelta dei nomi: il Milieu Galattico riecheggia il titolo dell'opera Le Milieu Divin del 1957, mentre il nome (e l'origine francese) della famiglia Remillard riecheggia quello dello stesso Teilhard de Chardin.

## Trama
Nella seconda metà del XX secolo cominciano ad apparire sempre più numerosi individui dotati di eccezionali facoltà mentali, primi esemplari di un nuovo stadio evolutivo umano, l'Homo Superior.
Fra di essi spiccano la famiglia franco-canadese Remillard, in particolare il professor Denis Remillard, che riunisce attorno a sé a Darmouth una "coterie" di persone altrettanto dotate, il gruppo di lavoro dell'Università di Edimburgo, guidato da James Somerled MacGregor, il gruppo sovietico dell'Università di Alma-Ata, guidato dalla coppia formata dalla georgiana Tamara Petrovna Sakhvadze e dal polacco Yuri (Jerzy) Gawry, e l'ex lama tibetano Urgyen Bhotia dell'Istituto di Darjeeling, propugnatore di un'etica altruistica come fondamento dell'umanità metapsichica operante.
Nel turbolento quindicennio seguito alla divulgazione al grande pubblico all'inizio degli anni novanta dell'esistenza dei poteri metapsichici, ad un primo periodo in cui prevale la speranza che le facoltà mentali superiori possano mettere fine a qualsiasi guerra e dare inizio ad un'epoca d'oro, messa in crisi però da un imprevedibile attentato atomico a Tel Aviv e dalla rovinosa disgregazione interna dell'Unione Sovietica, che costringe gli operanti sovietici a rinunciare alla non-violenza ed utilizzare i propri poteri anche in modo aggressivo, segue un periodo in cui prevale invece l'ostilità dell'umanità comune nei confronti degli operanti e sembrano imminenti tempi cupi di persecuzione. Mentre individui illuminati come Denis Remillard e James MacGregor profondono il massimo impegno per un progresso pacifico e armonico dell'intera umanità, altri, come il fratello minore di Denis, Victor, e Kieran O'Connor, ricchissimo imprenditore di oscura origine, utilizzano i propri poteri esclusivamente per perseguire ricchezza e potere ed alimentano l'ostilità anti-operante per eliminare ogni possibile opposizione. 
Nel 2013, Victor Remillard e Kieran O'Connor tentano di uccidere i tremila operanti riuniti sul Monte Washington per l'annuale Congresso di Metapsicologia, ma questi sotto la guida di Denis riescono a dare vita ad un metaconcerto difensivo d'amore che non solo respinge l'attacco nei loro confronti, ma soprattutto è determinante nel convincere la civiltà interplanetaria del Milieu Galattico, che ha tenuto sotto osservazione l'evoluzione dell'umanità per sessantamila anni, che valga la pena intervenire a salvare la Terra dall'autodistruzione e introdurla sullo scenario galattico.
In seguito al Grande Intervento, per oltre trent'anni la Terra è oggetto di Tutela da parte di una delle razze aliene che compongono il Milieu, i simbiari, prima che nel 2054 l'umanità possa infine essere accolta a pieno titolo nella confederazione galattica. 
La famiglia Remillard ha un ruolo di spicco, tutti i figli di Denis diventano Magnati del Consiglio e il più giovane, Paul, addirittura Primo Magnate dell'Organizzazione Umana. Due dei figli di Paul, Marc e Jon, sono anche i primi esseri umani a raggiungere il livello di Gran Maestro Supremo, ma il secondo è addirittura qualcosa di più e di diverso: Jon, poi soprannominato Jack il Senzacorpo, è l'esemplare antecronistico del futuro stadio evolutivo culminante della razza umana, l'Homo Summus, privo di corpo e ridotto a pura mente. La famiglia deve però fare i conti con una pericolosa minaccia interna, un'entità malvagia chiamata Furia, una personalità dissociata celata nella mente di uno di loro, il cui obiettivo è la distruzione del Milieu.
Il lungo periodo di pesanti costrizioni della Tutela Simbiari fa emergere una fazione umana ribelle che disconosce i benefici dell'Intervento e soprattutto teme che l'esito finale dell'ingresso nel Milieu, lo stato mentale coadunato conosciuto come Unità, possa distruggere l'autonomia e l'individualità razziale umana. 
La crescente popolarità delle tesi ribelli fa temere che sia stato un errore compiere l'Intervento, considerato che l'umanità non ha ancora raggiunto una sufficiente maturità psicosociale e forse è addirittura incompatibile con l'Unità. Ma i Supervisori Lylmik hanno forzato i tempi, ignorando i pareri contrari delle altre razze del Milieu, perché era necessario per la sopravvivenza stessa del Milieu, anche a rischio di distruggerlo invece che salvarlo: la loro razza è ormai moribonda, destinata ad estinguersi nel giro di pochi millenni, e solo l'umanità ha il potenziale metapsichico necessario per succedere ad essa come guida e custode dell'evoluzione mentale galattica; lasciata a se stessa, la Mente umana raggiungerebbe spontaneamente la piena coadunazione troppo tardi, quando ormai il Milieu sarebbe in piena decadenza, se non addirittura già dissolto, è necessario quindi accelerarne l'evoluzione, anche a costo di un'inevitabile catastrofe galattica.
Qualsiasi possibilità che la Ribellione si risolva in modo non violento viene meno quando a prenderne la guida è Marc Remillard, ossessionato dall'idea di determinare in prima persona un balzo evolutivo fisico e mentale della razza umana verso l'Uomo Mentale e convinto che il Milieu in realtà abbia paura che l'umanità raggiunga il suo pieno potenziale mentale, superiore a quello dell'Unità su cui si fonda il Milieu stesso. Il suo progetto, profondamente sbagliato, è mandato in fumo dalla stessa moglie, Cyndia Muldowney, a costo dalla propria vita.
La Ribellione Metapsichica culmina nel 2083, quando i Ribelli danno una dimostrazione cataclismatica della loro intenzione di ottenere l'indipendenza dal Milieu, distruggendo un intero pianeta e uccidendo due miliardi di individui innocenti. Gli umani fedeli al Milieu, guidati da Jon Remillard e dalla sua sposa Dorothea Macdonald, contrattaccano nell'unico modo accettabile, un metaconcerto d'amore che coinvolge milioni di individui, prefigurazione della futura Mente Unificata: lo scontro finale, che vede la morte di altri due miliardi di persone, richiede anche il sacrificio estremo da parte di Jon e Dorothea, ma l'armata ribelle viene sconfitta e l'umanità, una volta sperimentata anche solo per un istante l'Unità, non potrà più tornare indietro. 
Marc e i capi ribelli vengono deliberatamente fatti fuggire da Unifex Espiante, capo dei Supervisori Lylmik, attraverso la singolarità temporale dell'Auberge du portail di Théophile Guderian, che porta in un'epoca remota della Terra, il Pliocene. 
In realtà il Lylmik, che ha fatto da mentore dell'umanità nell'ultimo secolo servendosi come strumento di Rogatien "Rogi" Remillard, il membro apparentemente più insignificante della prestigiosa Famiglia, e che ha osservato lo svolgimento della Ribellione impedendo qualsiasi interferenza, è lo stesso Marc che, grazie all'eccezionale facoltà di autoringiovanimento dei Remillard, ha trascorso gli ultimi sei milioni di anni ad espiare i danni arrecati all'evoluzione della Mente dell'Universo: prima ha condotto verso l'Unità la Galassia di Duat e poi ha affrontato la sua vera penitenza assistendo l'evoluzione della Mente Galattica della Via Lattea, diventando egli stesso membro della prima razza coadunata, i Lylmik, e fondando in questa forma il Milieu. 
Nel 2113, dopo che lo "zio Rogi" ha concluso la scrittura delle memorie di famiglia, Marc può infine trovare la pace.

### Cronologia essenziale
- 1945: nascita dei gemelli Rogatien e Donatien Remillard, primi metapsichici operanti della futura Dinastia Remillard
- 1990: pubblicazione del saggio Metapsicologia di Denis Remillard, figlio di Donatien, che per primo divulga la teoria dei poteri metapsichici
- 1991: dimostrazione di Edimburgo, su iniziativa di James Somerled MacGregor, che rivela a tutto il mondo l'effettiva esistenza dei poteri metapsichici
- 1992: attentato atomico di matrice fondamentalista islamica a Tel Aviv, che rende inabitabile buona parte di Israele, compresa Gerusalemme
- 1997: Sesto Congresso Metapsicologia, ad Alma-Ata, durante il quale il presidente sovietico è ucciso in un attentato mirato a creare disordini politici e ostilità verso i metapsichici
- 2007: Congiura del Coercitore, organizzata dal magnate Kieran O'Connor attraverso Gerry Tremblay, a danno del presidente statunitense Baumgartner
- 2013: Grande Intervento ad opera del Milieu Galattico
- 2020: prime colonizzazioni planetarie umane
- 2040: scelta di Concord, New Hampshire, come capitale della Terra e dell'Organizzazione Umana; la tecnologia del rigeneratore rende gli uomini virtualmente immortali; morte di Victor Remillard e "nascita" delle entità chiamate Furia e Idra
- 2051: Idra fa le sue prime vittime, fra cui Brett Doyle McAllister, marito di Catherine Remillard, Margaret Strayhorn, moglie di Davy MacGregor, e Adrienne Remillard
- 2052: conclusione della Tutela dei Simbiari sulla Terra e ammissione ufficiale dell'Organizzazione Umana nel Consiglio Galattico, pur con un ulteriore anno galattico di prova; Paul Remillard è scelto come Primo Magnate fra i cento rappresentanti umani, Davy MacGregor come Dirigente Planetario; nascita di Jon Remillard, futuro Saint Jack il Senzacorpo
- 2054: l'Organizzazione Umana è ammessa con piena cittadinanza nel Milieu Galattico; Marc scampa ad un attentato mortale ad opera di Gordon McAllister, uno dei componenti di Idra, che perisce nel tentativo; "disincarnazione" di Jon Remillard
- 2062: su Islay, nelle Ebridi Interne, Idra uccide Robert Strachan, Rowan Grant e Viola Strachan, madre di Dorothea Macdonald
- 2063: Marc Remillard viene designato Gran Maestro Supremo e Magnate del Consiglio
- 2068: Jon Remillard viene designato Gran Maestro Supremo e Magnate del Consiglio (il più giovane del Milieu)
- 2072: morte di altri due componenti di Idra, Quentin Remillard (suicida dopo essere stato scoperto) e Celine Remillard (sconfitta da Dorothea Macdonald)
- 2078: matrimonio di Jon e Dorothea; morte di un componente di Idra, Parnell Remillard (ucciso da Rogatien Remillard); Marc prende la guida del Partito Ribelle; "morte" di Denis e pubblicazione postuma del suo saggio Un'interpretazione ontologica dell'Unità
- 2080: matrimonio di Marc e Cyndia Muldowney; rivelazione al pubblico del progetto dell'Uomo Mentale
- 2082: fine del progetto dell'Uomo Mentale; vera morte di Denis e fine dell'entità chiamata Furia
- 2083: culmine della Ribellione Metapsichica: distruzione di Molakar, scontro finale su Okanagon e sacrificio di Jack, Dorothea e Paul; fuga di Marc e dei capi ribelli nel Pliocene attraverso la porta temporale di Guderian.

## Metapsicologia
Le facoltà superiori della mente, che costituiscono il complesso metapsichico (CMP), sono inerenti ai processi mentali di tutti gli esseri umani, che possono essere "operanti" o "latenti".
Le funzioni metapsichiche rientrano in cinque tipologie principali (a cui va aggiunto un potere mentale meno diffuso e conosciuto, la precognizione o prolessi):
- Ultrasensi: telepatia, comunicazione a distanza (modulazione intima o declamatoria/pubblica), vista (percezione) a distanza, escursione extracorporea.
- Coercizione: controllo della volontà altrui.
- Psicocinesi (o PK): spostamento degli oggetti.
- Creatività: manipolazione di materia ed energia. È l'integratore e modulatore della mente nel suo complesso, costituisce il collegamento tra mente e materia, l'"ispirazione". È il potere più importante, influenza tutti gli altri.
- Redazione: capacità di guarigione fisica e psicologica. L'autoredazione può agire anche a livello puramente inconscio. Il suo utilizzo in forma aggressiva può essere letale.

Gli "operanti" possono possedere a livello diverso una o più di queste funzioni. La gerarchia, in ordine crescente, è così strutturata: adepto, Maestro, Gran Maestro, Gran Maestro Supremo. I rari metapsichici "quintuplici", che possiedono tutti i poteri superiori a livello di Gran Maestro, sono definiti di Livello Cinque.
I "latenti" sono incapaci di utilizzare le facoltà superiori di cui sono dotati, in quanto inibiti da fattori psicologici o limitati dal proprio corredo genetico. In alcuni casi possono uscire dalla loro condizione e diventare operanti attraverso un trauma psichico oppure tramite una terapia specializzata.
Le facoltà mentali possono essere aumentate in due modi:
- l'intensificazione mentale cerebroenergetica artificiale, un'innovazione scientifica portata da Marc Remillard fino al limite estremo di 600x con le armature corporee complete CE (grazie alle quali, mentre il cervello viene superenergizzato, il corpo non è danneggiato perché mantenuto in uno stato di ibernazione),
- il metaconcerto, una struttura collaborativa sinergistica in cui ciascuna mente contribuisce con il suo apporto di energia mentale a creare un potenziale mentale più grande della somma delle singoli parti.

Le due modalità vengono utilizzate in modo combinato durante la Ribellione Metapsichica.

## Milieu Galattico

### Struttura
Il Milieu Galattico Coadunato è una federazione costituita da organizzazioni razziali (sei, con l'ingresso di quella umana).
Il Consiglio è il principale organo esecutivo, legislativo e giudiziario del Milieu. È composto da Magnati. All'ingresso dell'Organizzazione umana, è così costituito: 21 lylmik, 3460 krondaku, 430 gi, 2741 poltroyani, 503 simbiari e 100 umani, per un totale di 7255 membri. Vent'anni più tardi, all'epoca della Ribellione Metapsichica, i Magnati umani sono diventati quasi quattrocento.
I singoli pianeti sono governati da un'Assemblea di Intendenti Associati, eletti dalla popolazione, e da un Dirigente Planetario, scelto dai Lylmik fra i più forti operanti, che è l'autorità più elevata e costituisce il tramite con il Consiglio.

### Razze aliene
I Lylmik sono stati i primi esseri senzienti della Via Lattea a raggiungere lo stato della "coadunazione". 
Hanno creato il Milieu Galattico e nel corso dei millenni hanno tenuto sotto osservazione migliaia di civiltà in evoluzione, animati dal dovere e dall'onore di guidare l'evoluzione mentale coadunata dell'intera galassia, ma solo quattro di esse non sono finite in un vicolo cieco evolutivo, regredendo o autodistruggendosi, hanno raggiunto a loro volta la coadunazione e sono state ammesse nel Milieu: nell'ordine Krondaku, Gi, Poltroyani, Simbiari.
I Lylmik hanno concluso la loro naturale vita riproduttiva ancor prima della creazione del Milieu e non possiedono più nemmeno una vera e propria forma corporea, costituiscono una componente di gran lunga minoritaria nel Consiglio, l'organo di governo del Milieu (appena una ventina di membri rispetto ai migliaia di krondaku e poltroyani, le centinaia di simbiari e gi e i cento umani ammessi nel 2052) ma, in quanto razza più antica, hanno un indiscusso ruolo di supervisione e un potere di veto su qualsiasi decisione del Consiglio.
Il corpo di supervisione lylmik è costituito da cinque membri che formano il Quincunx: Unifex Espiante, Orientamento Omologo, Essenza Asintotica, Impulso Eupatico e Concordanza Noetica.
I Krondaku sono grandi invertebrati tentacolati.
I Gi sono esseri piumati ermafroditi, estremamente sensibili, dall'esuberante sessualità, innamorati dalle arti terrestri.
I Poltroyani sono piccoli umanoidi di colore lilla e dalla testa calva, dai gusti estetici molto appariscenti. Sono i membri del Milieu più simili ai terrestri per struttura fisica ed evoluzione storica (anch'essi predatori, sono arrivati molto vicini all'autoestinzione razziale, prima di raggiungere lo stato di coadunazione). Soprannominati il "Popolo Purpureo" o "Ometti Porpora".
I Simbiari hanno l'aspetto mostruoso dell'alieno stereotipato della fantascienza più ingenua, i terrestri li hanno soprannominati, in senso dispregiativo per la pesante Tutela subita da loro, "Gocciolanti Mostri Verdi". Hanno raggiunto solo in modo imperfetto l'Unità.

### Pianeti
Nel corso della narrazione vengono citati i seguenti pianeti:
- Sfera del Consiglio: planetoide cavo, artificiale, creato dai Lylmik, distante 4.000 anni luce dalla Terra, nel Braccio di Orione, sede del Consiglio del Milieu; è strutturata in enclave razziali e l'accesso è limitato ai magnati, ai loro familiari e agli staff amministrativi, ad eccezione di occasioni speciali.
- Pianeti coloniali umani (148 all'epoca della Ribellione Metapsichica): Assawompsett, Astrakhan (quarto pianeta russo), Atarashii-Sekai, Avalon, Blois (pianeta francese), Caledonia (pianeta scozzese, a 533 anni luce dalla Terra), Chernozem (pianeta russo), Denali (ricoperto dai ghiacci, dalle condizioni atmosferiche estreme, popolare luogo di vacanze per appassionati di sport invernali), Elysium, Eskval-Herria, Etruscia, Ezo (pianeta giapponese), Hibernia (pianeta irlandese), Londinium, Okanagon (a 540 anni luce dalla Terra, completamente distrutto durante la Ribellione Metapsichica), Polovtsia, Satsuma (pianeta giapponese), Valhall, Volhynia, Yakutia.
- Pianeti alieni: 
  - Poltroyani: Elirion (il pianeta ancestrale), Fomiron-su-Piton, Spon-su-Brevon, Toporon-su-Makon,
  - Gi: Zugmipl
  - Krondaku: Molakar (a 12 anni luce dalla Terra, base di partenza del Grande Intervento, completamente distrutto durante la Ribellione Metapsichica).

In effetti gli avvenimenti narrati si svolgono però solo sulla Terra, la Sfera del Consiglio, Caledonia, Hibernia, Okanagon e Molakar.

### Unità
Lo stato mentale coadunato chiamato Unità è il fondamento stesso del Milieu.
L'Unità però non può essere esattamente definita, spiegata a parole né dimostrata e rimane un'astrazione agli occhi dell'umanità che non ha ancora raggiunto questo stato e in ampia parte lo teme.
Il Partito Ribelle sostiene la teoria che l'Unità significherà la perdita dell'autonomia mentale dell'umanità, distruggerà l'individualità umana, costringerà la mente umana, superiore per potenzialità alle altre razze, ad una visione limitata della realtà.
Il valore spropositato attribuito dall'umanità nell'individualità e nell'indipendenza mentale pone addirittura il dubbio che la razza umana sia fondamentalmente incompatibile con la forma estrema di socializzazione.
Secondo i sostenitori umani dell'Unità, come Jon Remillard, essa mantiene intatta in una Mente collettiva l'integrità delle singole menti che ne fanno parte. 
L'Unità del Milieu è in un certo senso analoga all'Unità in Dio rappresentata dallo Spirito Santo. Il messaggio cristiano è una verità universale, l'Unità di Cristo e l'Unità del Milieu significano lo stesso amore trascendente. L'Unità non è quindi da temere, perché nel vero amore l'individualità non è compromessa, viene meno solo l'antagonismo.
L'Unità è un livello spirituale più elevato, la forma suprema di amicizia, magnanimità, unanimità fiducia, mutuo sostegno, altruismo assoluto.
Un primo stadio intermedio sulla via dell'Unità è costituito dalla "coadunazione spontanea", una sorta di superiore armonia mentale indotta dall'intensa comunicazione fra menti multiple, con l'apertura di nuova via di comunicazione intermentale e l'intensificazione dell'inconscio collettivo. 
Cominciano a manifestarsene i primi segni quando l'umanità supera il numero di dieci miliardi di individui.
La consapevolezza dell'Unità può essere raggiunta in un istante e poi, per quanto sia necessaria una lenta maturazione per raggiungerla definitivamente, una volta acquisita sarà impossibile perderla.